# Friedrich Daniel Bassermann
Friedrich Daniel Bassermann (Mannheim, 24 febbraio 1811 – Mannheim, 29 luglio 1855) è stato un politico tedesco.
Nel 1848 divenne parlamentare all'Assemblea di Francoforte. Il 2 febbraio dell'anno stesso tenne un importante discorso alla camera del Baden, chiedendo maggior libertà e ordinamenti a favore della Rivoluzione. Successivamente si spostò a Erfurt.

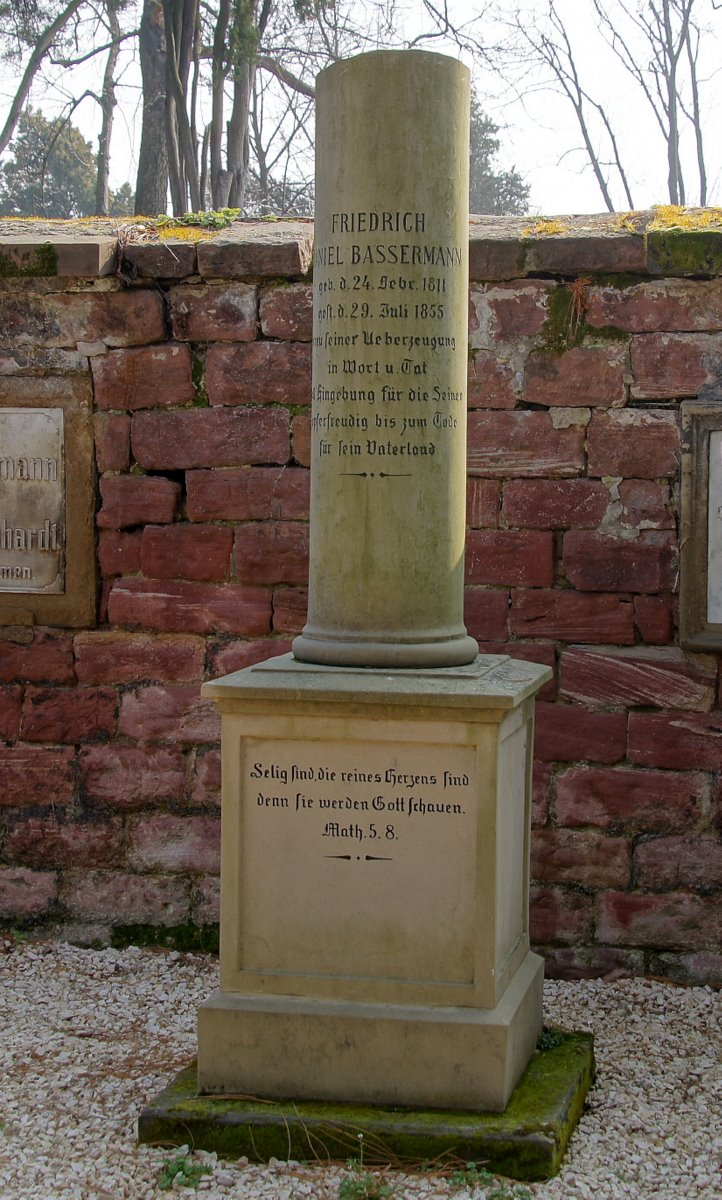
La sua tomba nel cimitero principale di Mannheim

Soffrendo dal 1850 di una malattia nervosa, a cui presto si aggiunse una malattia agli occhi, fu costretto ad abbandonare l'attività politica, e il 29 luglio 1855 si suicidò sparandosi. Riposa nel cimitero principale di Mannheim.